# Taufik as-Suwajdi
Taufik as-Suwajdi, arab. ‏توفيق السويدي‎ (ur. 1891, zm. 1968) – iracki polityk.
Trzykrotnie pełnił urząd premiera (28 kwietnia 1929 – 19 września 1929, 23 lutego 1946 – 1 czerwca 1946 oraz 5 lutego 1950 – 15 września 1950). Był również ministrem spraw zagranicznych (1929, 1934, 1937 – 1938, 1941, 1946, 1950, 1951, 1953 i 1958).